# Марія Дзаккарія
Марія Дзаккарія (італ. Maria Zaccaria; д/н — після 1404) — володарка Ахейського князівства в 1402—1404 роках. Відома також як Марія II.

## Життєпис
Походила зі генуезького аристократичного роду Дзаккарія. Донька Чентуріоне I Дзаккарії, великого конетабля Ахейського князівства. та болгарської аристократки з династії Асен. Десь на початку 1390-х років вийшла заміж за Педро Бордо де Сан Суперан, правителя Ахейї.
1402 року після смерті чоловіка стала регентшею при сині (ім'я невідоме). Невдовзі призначила віцерегентом свого небожа Чентуріоне Дзаккарія. 1404 року останній домігся згоди Владислава I, короля Неаполю, сплатити йому 3 тис. дукатів, які раніше обіцяв де Сан Суперан. Передавши гроші, отримав титул князя Ахейського. За цим відсторонив від влади Марію та її сина. Подальша їх доля невідома.